# Estatut d'autonomia de Friül-Venècia Júlia
Estatut regional de Friül-Venècia Júlia fou aprovat mitjançant la llei constitucional número 1 de 31 de gener de 1963 en aplicació de l'article 116 de la Constitució de la República Italiana. Semblant als estatuts aprovats per a la Vall d'Aosta, Sicília, Sardenya i Trentino-Tirol del Sud, inclou en una sola regió amb Estatut Especial el territori del Friül amb la província de Trieste, que havia estat tornada a Itàlia el 1954. L'estatut ha patit les següents modificacions: 
- Llei constitucional de 23 de setembre de 1972 sobre la durada del Consell Regional
- Llei constitucional de 13 d'abril de 1979, sobre la durada del Consell Regional;
- Llei constitucional de 23 de setembre de 1993, que modifica l'estatut;
- Llei constitucional de 31 de gener de 2001 sobre l'elecció directa del president de la regió;